# Xã Madison, Quận Mercer, Missouri
Xã Madison (tiếng Anh: Madison Township) là một xã thuộc quận Mercer, tiểu bang Missouri, Hoa Kỳ. Năm 2010, dân số của xã này là 232 người.